# Kazimierz Adamski (polityk)
Kazimierz Adamski (ur. 7 lutego 1937 w Stanisławicach) – polski działacz spółdzielczy i bankowiec, poseł na Sejm II kadencji.

## Życiorys
Ukończył w 1979 studia na Wydziale Prawa i Administracji Uniwersytetu Warszawskiego. Działał w bankowości spółdzielczej, m.in. kierował bankiem spółdzielczym w Magnuszewie. W 1993 uzyskał mandat posła na Sejm II kadencji. Został wybrany w okręgu radomskim z listy Polskiego Stronnictwa Ludowego. Zasiadał w Komisji Polityki Gospodarczej, Budżetu i Finansów. Kandydował bez powodzenia w wyborach samorządowych w 1998.
Odznaczony Krzyżem Kawalerskim Krzyżem Kawalerskim Orderu Odrodzenia Polski (2000).